# PEN Clube de Galicia
PEN Clube de Galicia és la secció gallega del PEN Club compost per escriptores en gallec al que s'accedeix per invitació, fou admès en el 53è Congrés que se celebrà a Maastricht el maig de 1989 i fou l'organitzador, amb suport de la Xunta de Galícia, del seu 60è Congrés celebrat a Santiago de Compostel·la del 6 al 12 de setembre de 1993. El PEN Clube de Galicia entrega els premis Rosalía de Castro a autors en portuguès, castellà, català i basc.

## Presidents
- Úrsula Heinze
- Luis González Tosar